# Rivula asteria
Rivula asteria är en fjärilsart som beskrevs av Druce 1898. Rivula asteria ingår i släktet Rivula och familjen nattflyn. Inga underarter finns listade.